# Mehari Okubamicael
Mehari Okubamicael (* 21. Mai 1945 in Asmara) ist ein ehemaliger äthiopischer Radrennfahrer.

## Sportliche Laufbahn
Okubamicael (heute ist er Bürger von Eritrea) war Teilnehmer der Olympischen Sommerspiele 1968 in Mexiko-Stadt und schied im olympischen Straßenrennen aus. Er war auch Teilnehmer der Olympischen Sommerspiele 1972 in München. Im Mannschaftszeitfahren wurde sein Team in der Besetzung Mehari Okubamicael, Rissom Gebre Meskei, Fisihasion Ghebreyesus und Tekeste Woldu 28. von 36 gestarteten Mannschaften.